# Naomi Osaka
Naomi Osaka (Chūō-ku, Osaka, 16 d'octubre de 1997) és una tennista japonesa.
En el seu palmarès destaquen quatre títols de Grand Slam: US Open 2018, Open d'Austràlia 2019, US Open 2020 i, Open d'Austràlia 2021 en quatre finals disputades, que li van permetre arribar al número 1 del rànquing individual el gener de 2019. Ha guanyat un total de set títols individuals.
L'any 2018 va esdevenir la primera tennista japonesa en guanyar un títol de Grand Slam, i l'any següent també la primera tennista japonesa en arribar més capdamunt del rànquing individual.

## Biografia
Filla de Tamaki Osaka i Leonard François, d'origen japonesa i haitià respectivament, Osaka va néixer al Japó però va créixer als Estats Units des dels tres anys. Té una germana més gran anomenada Mari i també tennista professional. Ambdues filles van adoptar el cognom de la seva mare per raons pràctiques quan vivien al Japó.
Quan tenia tres anys, la família es va traslladar a Long Island, Nova York. El seu pare les va iniciar al món del tennis inspirat en la família de les germanes Williams (Venus i Serena). L'any 2006 es van traslladar a Florida pel clima que els permetia entrenar en millors condicions. Malgrat que van créixer als Estats Units, el seu pare va decidir que representessin el Japó perquè la cultura japonesa tenia més influència en el seu desenvolupament que no l'estatunidenca, a banda que la federació estatunidenca de tennis mai no es va interessar especialment en elles.

## Torneigs de Grand Slam

### Individual: 4 (4−0)
| Resultat   | Núm. | Any  | Torneig          | Oponent           | Marcador         |
| ---------- | ---- | ---- | ---------------- | ----------------- | ---------------- |
| Guanyadora | 1.   | 2018 | US Open          | Serena Williams   | 6−2, 6−4         |
| Guanyadora | 2.   | 2019 | Open d'Austràlia | Petra Kvitová     | 7−6(2), 5−7, 6−4 |
| Guanyadora | 3.   | 2020 | US Open (2)      | Viktória Azàrenka | 1−6, 6−3, 6−3    |
| Guanyadora | 4.   | 2021 | Open d'Austràlia | Jennifer Brady    | 6−4, 6−3         |

## Palmarès

### Individual: 13 (7−6)
| 2009 − 2020             | Després de 2021 |
| ----------------------- | --------------- |
| Grand Slam (4−0)        |                 |
| WTA Finals (0−0)        |                 |
| Premier Mandatory (2−0) | WTA 1000 (0−2)  |
| Premier 5 (0−1)         | WTA 1000 (0−2)  |
| Premier (1−2)           | WTA 500 (0−0)   |
| International (0−0)     | WTA 250 (0−1)   |

| Títols per superfície |
| --------------------- |
| Dura (7−6)            |
| Gespa (0−0)           |
| Terra batuda (0−0)    |

| Resultat   | Núm. | Data                   | Torneig                     | Superfície | Oponent            | Marcador           |
| ---------- | ---- | ---------------------- | --------------------------- | ---------- | ------------------ | ------------------ |
| Finalista  | 1.   | 25 de setembre de 2016 | Tòquio, Japó                | Dura       | Caroline Wozniacki | 5−7, 3−6           |
| Guanyadora | 1.   | 18 de març de 2018     | Indian Wells, Estats Units  | Dura       | Dària Kassàtkina   | 6−3, 6−2           |
| Guanyadora | 2.   | 9 de setembre de 2018  | US Open, Estats Units       | Dura       | Serena Williams    | 6−2, 6−4           |
| Finalista  | 2.   | 23 de setembre de 2018 | Tòquio (2)                  | Dura       | Karolína Plíšková  | 4−6, 4−6           |
| Guanyadora | 3.   | 26 de gener de 2019    | Open d'Austràlia, Austràlia | Dura       | Petra Kvitová      | 7−6(2), 5−7, 6−4   |
| Guanyadora | 4.   | 22 de setembre de 2019 | Osaka                       | Dura       | A. Pavliutxénkova  | 6−2, 6−3           |
| Guanyadora | 5.   | 6 d'octubre de 2019    | Pequín, Xina                | Dura       | Ashleigh Barty     | 3−6, 6−3, 6−2      |
| Finalista  | 3.   | 29 d'agost de 2020     | Cincinnati, Estats Units    | Dura       | Viktória Azàrenka  | Renúncia           |
| Guanyadora | 6.   | 12 de setembre de 2020 | US Open (2)                 | Dura       | Viktória Azàrenka  | 1−6, 6−3, 6−3      |
| Guanyadora | 7.   | 20 de febrer de 2021   | Open d'Austràlia (2)        | Dura       | Jennifer Brady     | 6−4, 6−3           |
| Finalista  | 4.   | 2 d'abril de 2022      | Miami, Estats Units         | Dura       | Iga Świątek        | 4−6, 0−6           |
| Finalista  | 5.   | 5 de gener de 2025     | Auckland, Nova Zelanda      | Dura       | Clara Tauson       | 6−4, 0−0, retirada |
| Finalista  | 6.   | 7 d'agost de 2025      | Montreal, Canadà            | Dura       | Victoria Mboko     | 6−2, 4−6, 1−6      |

#### Períodes com a número 1
| Núm. | Precedida per  | Dates                   | Succeïda per   | Setmanes | Acumulat |
| ---- | -------------- | ----------------------- | -------------- | -------- | -------- |
| 1.   | Simona Halep   | 18/01/2019 − 24/06/2019 | Ashleigh Barty | 21       | 21       |
| 2.   | Ashleigh Barty | 12/08/2019 − 08/09/2019 | Ashleigh Barty | 4        | 25       |

## Trajectòria

### Individual
| Open d'Austràlia | A   | A   | 3R    | 2R          | 4R          | G           | 3R          | G    | 3R   | A   | 1R | 2 / 8    | 24 – 6   |
| Roland Garros | A   | A   | 3R    | 1R          | 3R          | 3R          | A           | 2R   | 1R   | A   | 2R | 0 / 7    | 8 – 6    |
| Wimbledon | A   | Q1  | A     | 3R          | 3R          | 1R          | NC          | A    | A    | A   |    | 0 / 3    | 4 – 3    |
| US Open | A   | Q2  | 3R    | 3R          | G           | 4R          | G           | 3R   | 1R   | A   |    | 2 / 7    | 22 – 5   |
| Jocs Olímpics | NC  | NC  | A     | No celebrat | No celebrat | No celebrat | No celebrat | 3R   | NC   | NC  |    | 0 / 1    | 2 – 1    |
| WTA Finals | A   | A   | A     | A           | RR          | RR          | NC          | A    | A    | A   |    | 0 / 2    | 1 – 3    |
| Total Victòries−Derrotes | 2−2 | 0−2 | 20−13 | 18−22       | 40−20       | 40−11       | 16−3        | 19−6 | 13−9 | 0−0 |    | 179 – 95 | 179 – 95 |
| Rànquing a final d'any | 250 | 203 | 40    | 68          | 5           | 3           | 3           | 13   | 42   | −   |    |          |          |
| Llegenda: G: Guanyadora; F: Finalista; SF: Semifinalista; QF: Quarts de final; Q: Qualificació; A: Absent; RR: Round Robin; |     |     |       |             |             |             |             |      |      |     |    |          |          |

## Guardons
- WTA Newcomer of the Year (2016)
- Sports Illustrated Sportsperson of the Year (2020)[4]